# Stenay
Stenay  es una población y comuna francesa, en la región de Lorena, departamento de Mosa, en el Distrito de Verdún y cantón de Stenay.

## Historia
La villa pertenecía al Ducado de Lorena, en 1591 fue ocupada por las tropas francesas, durante las Guerras de religión, hasta su devolución en 1596. Anexionada por Francia en 1632. Partidaria de la Fronda, fue ocupada por el ejército real tras un asedio de 32 días, el 28 de junio de 1654.

## Demografía
| 3829 | 4125 | 3767 | 3693 | 3202 | 2952 |
| Para los censos de 1962 a 1999 la población legal corresponde a la población sin duplicidades (Fuente: INSEE [Consultar]) |      |      |      |      |      |